# Jérôme Foulon
Jérôme Foulon (Raillencourt-Sainte-Olle, 6 febbraio 1971) è un allenatore di calcio ed ex calciatore francese, di ruolo difensore.

## Carriera

### Club
Durante la sua carriera ha giocato per Valenciennes, Lille, Guingamp, Olympique Niortais e Cambrai. Vanta 82 presenze in Ligue 1, 290 partite e 6 reti nella seconda divisione francese e 2 incontri di Coppa UEFA.